# ملخ مصری
ملخ مصری (نام علمی: Anacridium aegyptium) نام یک گونه از تیره کج‌صورتان است.
این گونه بر خلاف ملخ دریایی غالباً به صورت انفرادی و بیشتر در نواحی پر درخت جنگل و باغها دیده می‌شود. این گونه نسبتاً درشت و طول بدن حشره کامل ۵۵ تا ۶۵ میلیمتر می‌رسد. رنگ عمومی بدن نخودی تیره است. خطوط طرفین پیش‌گرده مشخص است. بال رویی فرین به لکه
های کوچک تیره است. بال عقبی غشایی است. یک نوار عرضی دودی روی آن دیده می‌شود که به دو طرف بال نمی‌رسد. ران پای عقبی و دارای سه لکه تیره رنگ مشخص می‌باشد. ساق پای عقبی متمایل به آبی است. این گونه زمستان را به صورت حشره کامل یا پوره سن ۴ یا ۵ می‌گذراند و گاهی به زراعت پنبه و صیفی خسارت وارد می‌کند.